# A.A.A. Ragazza affittasi per fare bambino
A.A.A. Ragazza affittasi per fare bambino (The Baby Maker) è un film statunitense del 1970 diretto da James Bridges.

## Trama
Una moglie, per avere un bambino fa accoppiare il marito con una ragazzina hippy.